# Овча купел (парк)
Парк „Овча купел“ се намира в квартал „Овча купел“ в София. Паркът е разделен на две части от булевард „Овча купел“.
Западната половина на парка е заключена между бул. „Овча купел“, ул. „Лечебен извор“, ул. „683-та“ и ул. „Буземска“. В тази половина са изградени зони за игра, дървени пейки с масички, естрада. Ориентировъчната обща площ на тази част е 36 декара.
Източната половина на парка е заключена между бул. „Овча купел“, Владайска река и ул. „672-ра“. Ориентировъчната обща площ на тази част е 51 декара. В тази част на парка се намира Националната специализирана болница за физикална терапия и рехабилитация, лечебният плаж „Овча купел“ с минерален басейн, сградата на някогашната обществена баня и паметна плоча на загиналите по време на Владайското въстание през септември 1918 година.
Традиционно в парк „Овча купел“ на 6 септември за Деня на Съединението се провежда празник-събор на район „Овча купел“.
Владайска река разделя парк „Овча купел“ от парк „Славия“, в който се намират стадион „Славия“ и зимната пързалка „Славия“. В близост се намира Автогара Запад.